# Michał Łaszewicz
Michał Łaszewicz (ur. 24 sierpnia 1977 w Białymstoku) – chórmistrz, kompozytor, dyrygent i aranżer, nauczyciel akademicki.
Absolwent I Liceum Ogólnokształcącego im. Adama Mickiewicza w Białymstoku, Państwowych Szkół Muzycznych I i II stopnia tamże oraz Akademii Muzycznej im. Ignacego Jana Paderewskiego w Poznaniu.
Z Teatrem Muzycznym w Poznaniu współpracuje od 1996. 
Pracę z muzyką teatralną rozpoczął w 1995, komponując i aranżując muzykę do młodzieżowego musicalu Matura z polskiego (reż. Sebastian Chondrokostas), wystawionego w Teatrze Dramatycznym im. A. Węgierki w Białymstoku.
Jest autorem muzyki do szeregu spektakli Teatru Muzycznego w Poznaniu:
- bajka muzyczna Pinokio (2003)[1] – reż. Daniel Kustosik
- musical Piękna i Bestia (2004) – reż. Daniel Kustosik
- musical Ach, Ameryka! (2008) – reż. Władysław Janicki
- musical Królowa Śniegu (2011) – reż. i libretto Artur Romański
- bajka muzyczna Pchła Szachrajka (2005) – współautor – reż. Arnold Pujsza
- Nestory (2017) – reż. Marek Chojnacki
- Beznudna wyspa (2018) – reż. Marek Chojnacki

Teatru Animacji w Poznaniu:
- Moje – nie moje (2007) – reż. Władysław Janicki
- Pastorałka dla Woła i Osła (2009) – reż. Artur Romański
- musical Calineczka (2012) – reż. i libretto Artur Romański
- Bajka o Misiu i Myszce (2013) – reż. Artur Romański
- Molier (2015) – współautor – reż. Neville Tranter
- Odlot (2017) – reż. Janni Younge

Teatru Polskiego w Poznaniu:
- Extravaganza o miłości (2016) – reż. Joanna Drozda
- Extravaganza GanzeGala (2016) – reż. Joanna Drozda
- Extravaganza o władzy (2017) – reż. Joanna Drozda
- PePePe (2018) – reż. Joanna Drozda
- LaLaLa (2019) - reż. Joanna Drozda
- Extravaganza o religii (2022) - reż. Joanna Drozda

Teatru „Syrena” w Warszawie:
- Nogi Syreny (2019) – reż. Joanna Drozda

Białostockiego Teatru Lalek:
- Dzikie serce (2019) – reż. Janni Younge
- Hotel Ritz. Musical (2022) - reż. Joanna Drozda

Teatru Rampa na Targówku w Warszawie:
- 40-latek. Warszawski musical (2023) - reż. Joanna Drozda

Lubuskiego Teatru im. Leona Kruczkowskiego w Zielonej Górze:
- Pinokio (2001) – reż. Daniel Kustosik

Teatru Nowego im. Kazimierza Dejmka w Łodzi:
- Zmęczone. Musical biurowy (2024) – reż. Joanna Drozda

Dla Teatru Muzycznego w Poznaniu zaaranżował musicale Jedzie Rewizor, Bal z Szekspirem, Nie ma jak lata 20., lata 30. (współautor) oraz wiele utworów wykorzystywanych w formach koncertowych. W jego dorobku jako kierownika muzycznego znajdują się spektakle Ania z Zielonego Wzgórza, Piosenki stare jak świat, Błękitne Anioły Białego Ekranu, Edith i Marlene, My Fair Lady, Kolędujmy Małemu, Śpiewanki Wielkopolskie, Rodzina Addamsów.
Jest twórcą muzyki do filmu animowanego „3, 2, 1, Trakt!” reż. Adam Pleskaczyński, zawierającej piosenkę „O Królewsko-Cesarskim Trakcie” do słów Sylwii Cyris, będącej nieformalnym młodzieżowym hymnem tej poznańskiej instytucji.
Jako kompozytor i aranżer współpracuje z wieloma teatrami, orkiestrami i chórami. Jego aranżacje wykonywano m.in. w ramach festiwalu „Transatlantyk” w Poznaniu.
Pod kierownictwem Michała Łaszewicza zespół Chóru Teatru Muzycznego w Poznaniu oprócz codziennej pracy artystycznej bierze udział w wydarzeniach kulturalnych Poznania
i regionu. Występował m.in. z teatrem Wierszalin z Supraśla (Bóg Niżyński), Placido Domingo (Tu zaczęła się Polska), Włodkiem Pawlikiem (Stabat Mater).
Michał Łaszewicz prowadzi badania nad prawosławnym śpiewem liturgicznym we wschodniosłowiańskim obszarze kulturowym. Jest dyrektorem artystycznym Projektu „Partes” i męskiego Kameralnego Zespołu Śpiewu Cerkiewnego „Partes”.